# 鹿児島市交通局2100形電車
鹿児島市交通局2100形電車（かごしましこうつうきょく2100がたでんしゃ）は、1989年にJR九州鹿児島車両所(当時)が製造した、鹿児島市交通局（鹿児島市電）の路面電車車両である。2101, 2102 の2両が在籍している。

## 概要
1989年に、鹿児島市の市制施行100周年と鹿児島市電開業60周年を記念して2両が製造された。1963年の600形電車616以来26年ぶりの新車導入であった。

## 車両概説
800形電車の寸法を元に設計され、従来の鹿児島市電の車両とは違ったスタイルで登場した。車体は鋼鈑プレス材を使用し溶接組み立てをした軽量構造で、前面は大きな一枚窓である。方向幕は窓の内側に入り、前照灯は尾灯と一体化され下部に設けられた。側面は2,032mm幅の窓が片側二組で、運転席近くの2枚以外は上段引き違い、下段固定である。扉は従来通り引き戸で、ドアの下部にも窓が設けられた。また、側面にも方向幕が設けられている。運転台は市電初の両手式ワンハンドルマスコン（1軸ツーハンドルマスコン）で、集電装置はZ形パンタグラフを採用した。台車はFS-90で、砂まき装置が取り付けられている。制御方式は電磁空気操作の単位スイッチ式抵抗制御、ブレーキ装置は全電気指令式電磁直通方式である。車内は、クロスシート・ロングシートの千鳥配置で、クロスシートは自動転換式であった。
2100形を製造したのは九州旅客鉄道（JR九州）の鹿児島車両所（当時。現在は鹿児島車両センター）である。鹿児島車両所での初の外部向け製造車両で、「市電プロジェクト」を結成して設計・製造に取り組んだ。試運転に当たっては車両所内に1,435mmの軌道を100m敷設し、線路上に路面電車用のトロリー線を張り、ED76形電気機関車を介して交流2万ボルトを直流600ボルトに整流変圧して試運転を行った。車内には、「JR九州鹿児島車両所」の銘板が取り付けられている。
2101には「しろやま」、2102は「さくらじま」の愛称が付けられていた。2100形の形式の由来は、「21世紀を先取りする電車」からである。

### 改造
1995年、車内の転換クロスシートをロングシートに改造した。

## 塗装

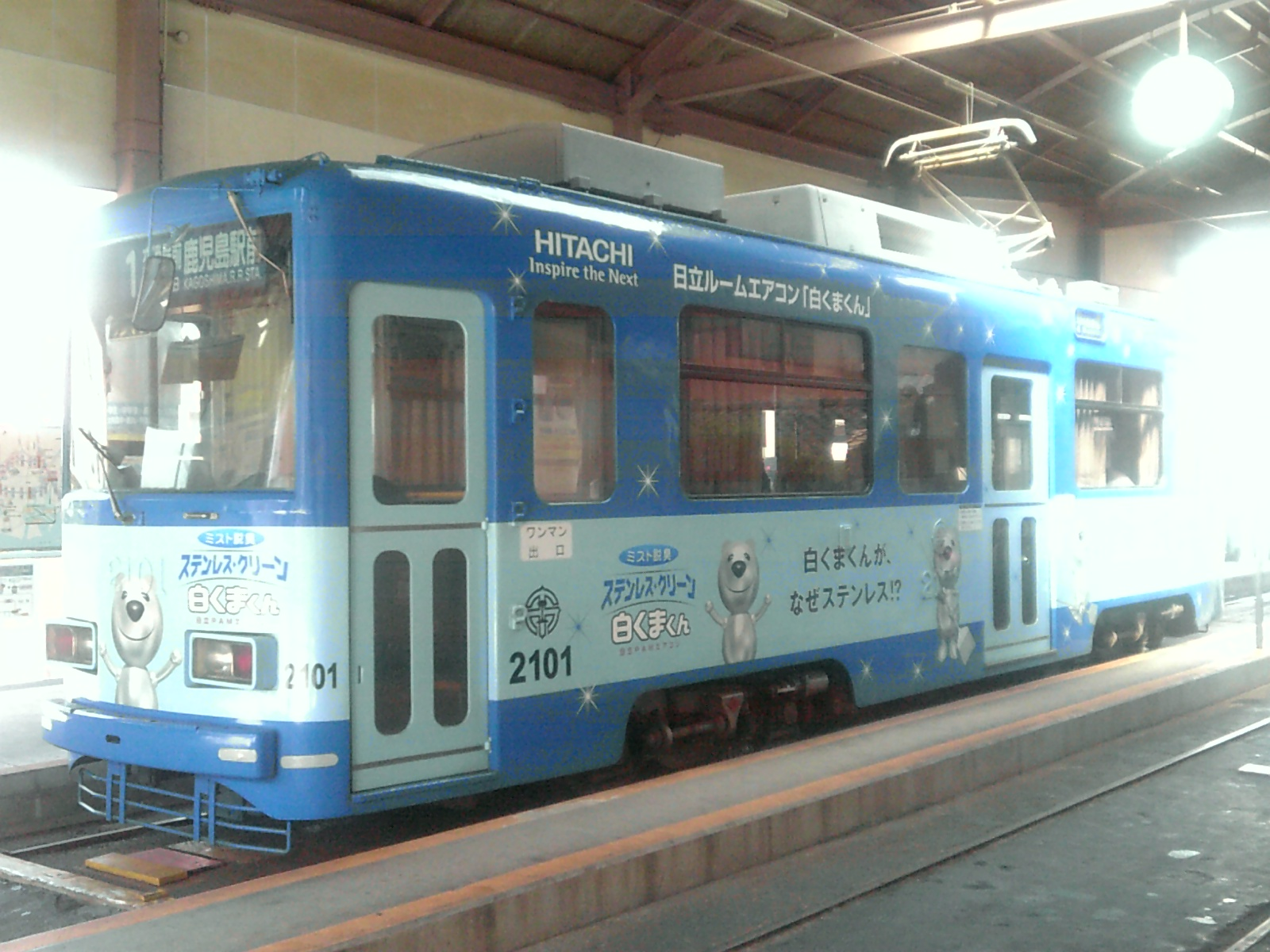
鹿児島市電2101

登場当時は2101が緑・黄ベースの、2102が赤・紫ベースの複雑な塗装であったが。なお、2007年以降の広告のない時期は黄色と緑ベースの標準塗装を纏っている。